# Bielawa (jezioro Drawsko)
Bielawa (niem. Kalkwerder – Wapienna Wyspa) – wyspa w Polsce, w woj. zachodniopomorskim, w pow. drawskim położona na jeziorze Drawsko.
Wyspa jest największa na tym jeziorze. Posiada powierzchnię ok. 80 ha i jest piątą co do wielkości wyspą jeziorną w Polsce. Ma kształt wydłużonej soczewki ułożonej w kierunkach północno-zachodnim-południowo-wschodnim z szerokim półwyspem skierowanym na zachód w połowie wyspy.
Do 2008 roku rósł na niej okazały 200-letni buk zwyczajny, pomnik przyrody, który nie będąc w dobrej kondycji, przewrócił się wskutek uderzenia pioruna.
Dla turystów, którym uda się dotrzeć na wyspę, wytyczono ścieżkę przyrodniczą „Wyspa Bielawa”, znajdującą się w środkowej i wschodniej części (tablice informacyjne o charakterze turystyczno-przyrodniczym, zadaszone wiaty). Dla ułatwienia dostępu zbudowano pomosty po wschodniej i północno-zachodniej części wyspy. Część zachodnia jest własnością prywatną.
Na przedłużeniu półwyspu, około 200 m od jego końca, jest niewielka, niedostępna Wyspa Samotna o drzewach prawie całkowicie zniszczonych przez zamieszkałe na niej kormorany.
Inne wyspy jeziora Drawsko:
- Wyspa Bagienna
- Wyspa Zachodnia
- Wyspa Czapla
- Wyspa Środkowa
- Wyspa Mokra
- Wyspa Samotna
- Wyspa Żurawia
- Wyspa Bobrowa
- Wyspa Lelum